# Ice Age: The Great Egg-Scapade
Ice Age: The Great Egg-Scapade (Nederlandse titel: Ice Age: Het Mysterie van de Eieren) is een Amerikaanse/Canadese korte film geregisseerd door Ricardo Cutis uit 2016. Het is de achtste korte film van deze franchise. Het verscheen op 20 maart 2016 op Fox TV. Het is dus tevens ook een televisiefilm. De korte film duurt ook veel langer dan de meeste andere korte films van deze franchise. Het werd gemaakt door Blue Sky Studios en is een paasspecial.

## Verhaal
Na de gebeurtenissen in de vierde Ice Age-film wonen de dieren terug in hun vallei. Manny, Diego en de rest van de groep maken zich gereed voor Pasen. Manny's dochter Peaches wil echter liever Pasen vieren met haar vrienden. De 2 buidelratten Eddie en Crash hebben echter ook plannen voor een andere feestdag genaamd April Fools' Day en proberen tevergeefs een grap met Peaches uit te halen. Scrat zit intussen tevergeefs achter een eikel aan. Sid heeft echter een nieuwe ingeving. Hij gaat een kinderopvang voor eieren openen zodat hij op de eieren van de dieren past. Manny en Diego vinden Sid's idee maar niks. 
Het piratenkonijn Squint woont er na de gebeurtenissen uit die vierde langspeelfilm toevallig ook omdat zijn broer Clint en moeder in die vallei wonen. Wanneer het konijn Manny, Diego en Sid ziet, zint hij op wraak. Hij gaat op Manny af en eist een nieuw schip omdat zij het piratenschip hebben laten zinken. De mammoet Manny stuurt echter Squint moeiteloos weg. Ondertussen valt Sid in de kinderopvang in slaap waarna Squint alle eieren steelt. Wanneer de moeders ontdekken dat alle eieren weg zijn en Sid slaapt, willen ze hem vierendelen. Manny en Diego verhinderen dit en beloven om de eieren te gaan zoeken. Vervolgens komt het konijn Clint aangelopen die zegt dat zijn broer de eieren geschilderd heeft en verstopt heeft. Squint liet echter een schatkaart achter met de locatie van alle eieren. Manny, Diego, Sid en Clint gaan vervolgens alle eieren zoeken waarbij ze zich verwonderen over het schilderen van eieren. Die avond komen ze terug bij de moeders met alle eieren van de schatkaart. Er blijkt echter 1 ei te missen en Squint wil niet onthullen waar het is totdat Scrat langskomt met een ei dat geschilderd is als een eikel. Vervolgens slagen ze erin om ook dat ei te bemachtigen. 
Hierna komen alle eieren uit. Manny en de anderen vonden het zoeken naar geschilderde eieren best wel leuk en Sid stelt voor aan Clint om elk jaar eieren te schilderen en ze te verstoppen. Voortaan is Clint de paashaas. Zijn broer Squint komt vervolgens terecht in de vallen van de buidelratten Eddie en Crash waardoor hij het eerste slachtoffer is van een 1 aprilgrap. Squint vlucht vervolgens op het water en gebruikt Scrat's mand om te varen, maar die mand zinkt. Scrat kan hem niet tegenhouden omdat hij vastzit in een stuk chocolade. Peaches beseft dat ze Pasen wil vieren met haar familie.

## Rolverdeling
- Ray Romano als Manny, een mammoet
- John Leguizamo als Sid, de grondluiaard
- Denis Leary als Diego, een sabeltandtijger
- Taraji P. Henson als Ethel, een moeder
- Queen Latifah als Ellie, de mammoet
- Gabriel Iglesias als Cholly Bear, een moeder
- Wendy Williams als Condor Mom, een moeder
- Lili Estefan als Gladys Glypto
- Blake Anderson als Clint, de paashaas
- Keke Palmer als Peaches, een mammoet[4]
- Seann William Scott als Crash, de buidelrat
- Josh Peck als Eddie, de buidelrat
- Seth Green als Squint, het piratenkonijn
- Chris Wedge als Scrat, de eekhoorn